# Seminário da Luz
O Seminário da Luz é um seminário franciscano criado em 1939, situado em Lisboa. 
Com fachada virada para o Largo da Luz, no coração da freguesia lisboeta de Carnide, foi adquirida pelos padres franciscanos ao seu proprietário, Jacinto José Oliveira, em 1939, e adaptada à funcionalidade da vida religiosa, mantendo contudo a sua traça original, de 1878.